# Competências InfoComunicacionais
As Competências InfoComunicacionais referem-se à convergência entre Competências em Informação e competências em comunicação. A competência em informação envolve alguns elementos fundamentais: saber quando e como acessá-la, possuir capacidade cognitiva para compreendê-la, analisá-la e sintetizá-la, empregar critérios para avaliá-la e usá-la para resolver um problema, para conectar com outras informações ou para gerar conhecimento. No entanto, se a informação necessária está com pessoas, ademais de competências em informação, será necessário interagir, estabelecer relações, comunicar-se em última análise. Assim, a competência em comunicação refere-se à capacidade de estabelecer interação com outras pessoas ou grupos, trocar, criticar e apresentar as informações e ideias de forma a atingir uma audiência e com ela manter uma relação bilateral. Essas reflexões levaram à proposição da noção de competências infocomunicacionais (BORGES, 2011, 2013). 

## A Expressão
No Brasil, o conceito sob a expressão information literacy aparece registrado por alfabetização informacional, letramento informacional e fluência informacional, embora predomine a expressão “competência em informação”. O conceito sob a expressão, no entanto, permaneceu pouco alterado ao longo do tempo. Usualmente se entende como competente em informação aquele que percebe que determinados problemas podem ser resolvidos com acesso à informação, que sabe onde buscá-la eficientemente, que emprega critérios de avaliação e seleção e que a aplica sob preceitos éticos e legais.
Nos últimos anos ocorreu uma mudança fundamental no ambiente informacional: a emergência do prossumidor de informação, um indivíduo que além de usuário é um produtor de conteúdos. A observação desse cenário ajudou a consolidar as competências infocomunicacionais como um conceito adequado sob o qual se poderiam estudar as capacidades demandadas para o consumo e produção de informação, mas também as novas ou renovadas competências agora requeridas para atuar num contexto de cultura participativa: adequar a produção a determinado público, produzir em cooperação, participar de processos sociais etc. Assim, enquanto o conceito subjacente à competência em informação permanece indispensável para entender a relação entre pessoas e informação, a competência em comunicação contribui para entender a relação entre pessoas.

## Antecedentes
Em meados de 2010, conduziu-se uma pesquisa em profundidade com 44 organizações da sociedade civil atuantes politicamente. O objetivo era compreender quais empregos davam à internet em suas ações. Invariavelmente as respostas giravam em torno de “saber o que está acontecendo” (manter-se informadas) e trocar informações com parceiros” (comunicar-se). A aproximação com teorias da comunicação permitiu perceber que embora as fronteiras entre informação e comunicação sejam tênues e permeáveis, elas existem. No caso da informação, por exemplo, as competências inerentes – saber buscar, selecionar, avaliar etc. – são suficientes para lidar com a informação registrada. No entanto, se a informação necessária está com pessoas, ademais de competências em informação, será necessário interagir, estabelecer relações, comunicar-se em última análise. 
A partir desta compreensão, as pesquisas se voltaram para a construção de indicadores de observação das competências infocomunicacionais. Os indicadores são importantes porque permitem confrontar uma ideia, uma noção ou uma teoria com a realidade. Desenvolveu-se então um processo em espiral de testagem, ajuste e reflexão durante o qual pôde-se avançar no conhecimento. Assim, os indicadores vêm sendo testados desde 2011 com distintos públicos (estudantes de graduação e pós-graduação, arquivistas, bibliotecários etc.) sob diferentes métodos (observação do comportamento, questionários, entrevistas etc.), mas sempre com a perspectiva de que o mais valioso não é medir a competência de pessoas ou grupos, mas compreender quais competências infocomunicacionais vêm evoluindo e como repercutem na vida (acadêmica, profissional, social etc.) das pessoas.

## Conceitos Correlatos
O conectivismo é apresentado por Siemens (2010) como uma teoria de aprendizagem no contexto digital, onde as ferramentas sociais estão propiciando um rápido intercâmbio de informações e mais diálogo, levando as pessoas a descobrir novos recursos (pessoas, aplicativos, conteúdos etc.) que podem conectar para criar sua própria rede de aprendizagem. Para o conectivismo, a aprendizagem é essencialmente um processo de criação de redes, porque na medida em que o aprendiz é capaz de atualizar de forma dinâmica sua rede de aprendizagem, estará continuamente frente a novas informações que pode combinar e contextualizar para gerar seu próprio conhecimento.
Isso pressupõe uma mudança fundamental no ensino porque desloca o foco do conteúdo para as conexões. Se não damos conta de processar toda a informação e ao mesmo tempo sabemos que ela está disponível em algum lugar, o que precisamos é aprender a conectar com outras pessoas ou dispositivos que nos permitam acessar e contextualizar informação quando a necessitarmos. Essa compreensão converge com as competências infocomunicacionais uma vez que o conceito se assenta na capacidade de lidar com informação em qualquer meio ou formato e na capacidade de interagir com pessoas. 
A capacidade de pensar sobre o pensamento é uma peça chave do conectivismo, onde o aprendiz é o grande responsável pelo aprendizado e deve avaliar continuamente que elementos da rede lhes são úteis e como conformar sua ecologia de acordo com suas necessidades. Ao mesmo tempo, esse aspecto metacognitivo é basilar para a metaliteracy, porque destaca a necessidade de reconhecer características de ambientes em mutação e a eles adaptar-se e adequar-se de acordo com cada situação de informação e comunicação: 
- "A habilidade de acessar criticamente diferentes competências e reconhecer a necessidade de integrá-las no ambiente informacional atual é uma metaliteracy. Essa abordagem metacognitiva desafia a confiança na competência em informação baseada no ensino de habilidades e muda o foco para a aquisição do conhecimento em colaboração com outros. O indivíduo metaliterato tem a capacidade de adaptar-se a tecnologias mutantes e ambientes de aprendizagem, enquanto combina e compreende as relações entre competências relacionadas. Isto requer um alto nível de pensamento crítico e análise sobre como nós desenvolvemos nosso próprio conceito de competência em informação como aprendizes metacognitivos em ambientes abertos e mídias sociais." (MACKEY; JACOBSON, 2014, p.2, tradução nossa[nota 1])[7]

Além do aspecto metacognitivo, é importante atentarmos que além de considerar as competências para lidar com a informação nos ambientes informacionais, a metaliteracy abrange também a produção e o compartilhamento de conteúdos, o que nos remete ao aspecto da interatividade no modelo defendido por Jacobson e Mackey (2013)
Ressalta-se que a interatividade é considerada fator importante para se estabelecer a comunicação com outras pessoas, especialmente no que diz respeito à capacidade de argumentar, de ser articulado e crítico, e apresentar as informações e ideias de forma a atingir uma audiência. Para Primo (2011) a interação está muito além da transmissão de mensagens, pois defende a construção interativa do relacionamento em progresso. A interação mútua tem caráter interdisciplinar e de recursividade, então não se trata de um processo linear no qual está embutida a ideia de causalidade (relação de causa e efeito) mas sim de caráter recursivo “onde cada ação retorna por sobre a relação, movendo e transformando tanto o próprio relacionamento quanto os interagentes (impactados por ela).” (PRIMO, 2011, p. 107)
As discussões em torno das competências infocomunicacionais também consideram o manuseio de aparatos tecnológicos como subjacentes à competência em informação e a competência em comunicação quando trata das competências operacionais. Essas competências operacionais referem-se à capacidade operativa para usar e compreender as ferramentas tecnológicas, adaptando-as às suas necessidades. O emprego e desenvolvimento dessas competências favorecem as mediações pelas tecnologias de informação e comunicação.